# Condylostylus insularis
Condylostylus insularis är en tvåvingeart som först beskrevs av Aldrich 1896.  Condylostylus insularis ingår i släktet Condylostylus och familjen styltflugor. Inga underarter finns listade i Catalogue of Life.